# Cenacolo di Candeli
Le Cenacolo di Candeli  désigne la fresque de Giovanni Antonio Sogliani  qui couvre le fond de la salle du réfectoire du couvent Santa Maria dei Candeli (en)  au Borgo Pinti à  Florence.

## Histoire
Cette fresque, qui fait partie d'un cycle de peintures dans son lieu, fut d'abord attribuée à Franciabigio. Bien qu'attribuée à Sogliani son style est différent de la Cène de San Marco. On peut malgré tout la rapprocher de la Cène d'Anghiari de Santa Maria delle Grazie.

## Description

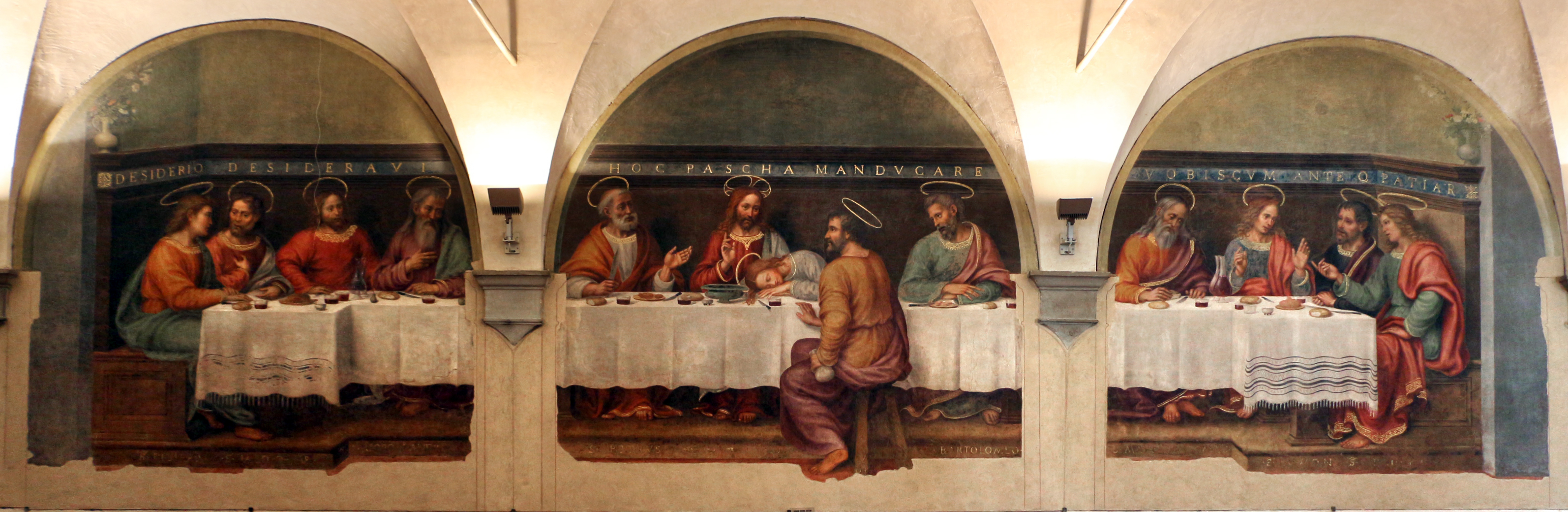
Cenacolo di Candeli

La  Cène au sens iconographique, le dernier repas pris par Jésus avec ses apôtres, aligne les apôtres entourant le Christ, tous vus de face à l'exception de Judas placé dos aux spectateurs.
Largement inspirée de celles de Domenico Ghirlandaio la fresque prend place dans les trois lunettes du mur du fond du réfectoire prolongeant d'une manière illusionniste la salle des repas.